# Ambient (álbum)
Moby Ambient é o segundo álbum de estúdio de Moby, lançado a 17 de Agosto de 1993.
Esse álbum recebeu críticas medíocres na época, sendo considerado um dos piores álbuns do cantor. Moby não ganha nenhuma aclamação em relação ao álbum, se reerguendo somente no próximo álbum Everything is Wrong, em 1995.

## Faixas
1. "My Beautiful Blue Sky" -  5:20
2. "Heaven" - 8:16
3. "Tongues" – 5:37
4. "J Breas" - 2:47
5. "Myopia" – 4:46
6. "House of Blue Leaves" - 6:21
7. "Bad Days" - 2:27
8. "Piano & String" – 1:35
9. "Sound" - 1:11
10. "Dog" - 7:35
11. "80" - 2:05
12. "Lean on Me" - 3:52

## Pessoal
- Moby - Vocais, produtor
- Wendi Horowitz - Design
- Bob Ward - Edição figital
- Jill Greenberg - Fotografia